# Long Beach Grand Prix 2001
Toyota Grand Prix of Long Beach 2001 var ett race som var den andra deltävlingen i CART World Series 2001. Racet kördes den 8 april på Long Beach Circuit i Long Beach, Kalifornien.

## Slutresultat
| Plats | Förare               | Team                     | Grid | Kvaltid  |
| ----- | -------------------- | ------------------------ | ---- | -------- |
| 1     | Hélio Castroneves    | Marlboro Team Penske     | 1    | 1.08,556 |
| 2     | Cristiano da Matta   | Newman/Haas Racing       | 4    | 1.09,312 |
| 3     | Gil de Ferran        | Marlboro Team Penske     | 5    | 1.09,344 |
| 4     | Paul Tracy           | Team KOOL Green          | 12   | 1.10,073 |
| 5     | Jimmy Vasser         | Patrick Racing           | 8    | 1.09,807 |
| 6     | Dario Franchitti     | Team KOOL Green          | 6    | 1.09,366 |
| 7     | Tony Kanaan          | Mo Nunn Racing           | 3    | 1.09,223 |
| 8     | Nicolas Minassian    | Chip Ganassi Racing      | 14   | 1.10,099 |
| 9     | Bruno Junqueira      | Chip Ganassi Racing      | 28   | 1.39,916 |
| 10    | Bryan Herta          | Zakspeed/Forsythe Racing | 15   | 1.10,146 |
| 11    | Roberto Moreno       | Patrick Racing           | 22   | 1.10,769 |
| 12    | Shinji Nakano        | Fernández Racing         | 23   | 1.11,871 |
| 13    | Michel Jourdain Jr.  | Herdez Bettenhausen      | 7    | 1.09,589 |
| 14    | Oriol Servià         | Sigma Autosport          | 24   | 1.11,919 |
| 15    | Michael Krumm        | Dale Coyne Racing        | 25   | 1.11,974 |
| 16    | Adrián Fernández     | Fernández Racing         | 26   | 1.12,403 |
| 17    | Max Papis            | Team Rahal               | 13   | 1.10,093 |
| 18    | Alex Tagliani        | Forsythe Racing          | 11   | 1.10,013 |
| 19    | Scott Dixon          | PacWest Racing           | 18   | 1.10,303 |
| 20    | Tora Takagi          | Walker Racing            | 16   | 1.10,202 |
| 21    | Max Wilson           | Arciero/Brooke Racing    | 21   | 1.10,683 |
| 22    | Maurício Gugelmin    | PacWest Racing           | 19   | 1.10,670 |
| 23    | Patrick Carpentier   | Forsythe Racing          | 17   | 1.10,272 |
| 24    | Christian Fittipaldi | Newman/Haas Racing       | 10   | 1.09,999 |
| 25    | Kenny Bräck          | Team Rahal               | 2    | 1.09,097 |
| 26    | Alex Zanardi         | Mo Nunn Racing           | 20   | 1.10,675 |
| 27    | Luiz Garcia Jr.      | Dale Coyne Racing        | 27   | 1.16,483 |
| 28    | Michael Andretti     | Team Motorola            | 9    | 1.09,853 |